# Ле-О-Корле
Ле-О-Корле́ (фр. Le Haut-Corlay, брет. Ar Gozh-Korle) — коммуна во Франции, находится в регионе Бретань. Департамент — Кот-д’Армор. Входит в состав кантона Мюр-де-Бретань. Округ коммуны — Сен-Бриё.
Код INSEE коммуны — 22074.

## География
Коммуна расположена приблизительно в 410 км к западу от Парижа, в 105 км западнее Ренна, в 31 км к юго-западу от Сен-Бриё.

## Население
Население коммуны на 2016 год составляло 672 человека.
| 1962 | 1968 | 1975 | 1982 | 1990 | 1999 | 2008 | 2016 |
| ---- | ---- | ---- | ---- | ---- | ---- | ---- | ---- |
| 791  | 851  | 785  | 751  | 734  | 714  | 705  | 672  |

## Администрация
| Период | Период | Фамилия          | Партия       | Примечания |
| ------ | ------ | ---------------- | ------------ | ---------- |
| 2001   | 2008   | Рене Алло        |              |            |
| 2008   | 2014   | Жоэль Ле Бретон  | беспартийный | фермер     |
| 2014   |        | Жан-Пьер Ле Биан | Разные левые | пенсионер  |

## Экономика
В 2007 году среди 407 человек в трудоспособном возрасте (15—64 лет) 289 были экономически активными, 118 — неактивными (показатель активности — 71,0 %, в 1999 году было 70,1 %). Из 289 активных работали 270 человек (153 мужчины и 117 женщин), безработных было 19 (9 мужчин и 10 женщин). Среди 118 неактивных 47 человек были учениками или студентами, 49 — пенсионерами, 22 были неактивными по другим причинам.

## Достопримечательности
- Часовня Сен-Моде-де-ла-Круа
  - Алтарь, запрестольный образ (1715 год). Исторический памятник с 1959 года[3]
  - Дароносица (1676 год). Исторический памятник с 1955 года[4]
- Крест XVI века. Исторический памятник с 1930 года[5]

## Фотогалерея

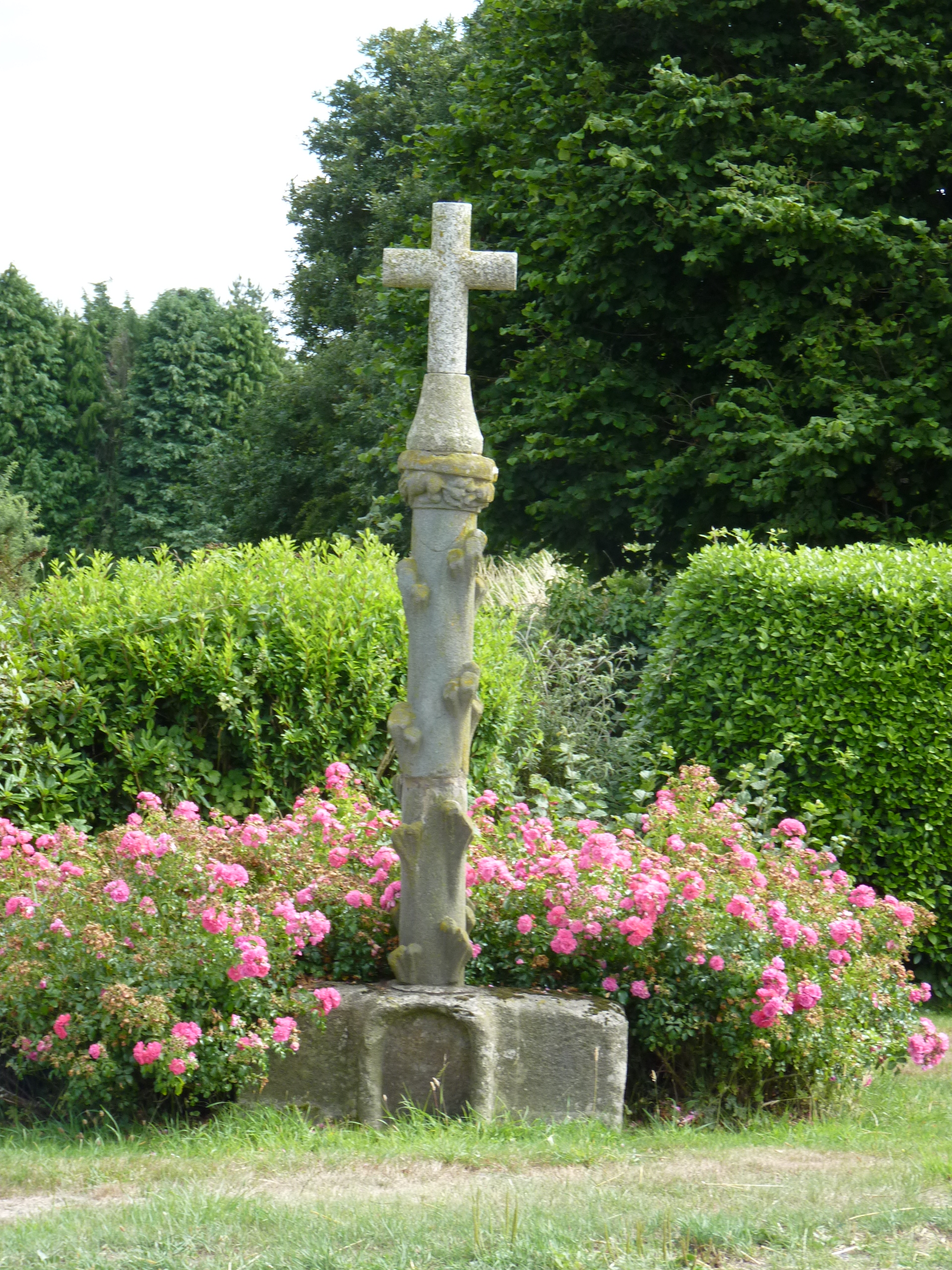
Крест
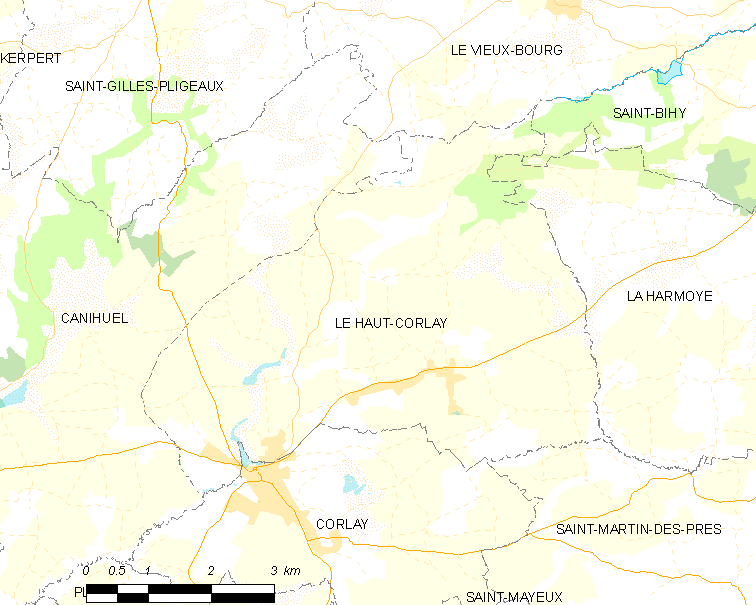
Карта коммуны